# Parafia greckokatolicka Zwiastowania Najświętszej Maryi Panny w Tarnowie
Parafia greckokatolicka Zwiastowania Najświętszej Maryi Panny w Tarnowie – parafia greckokatolicka w Tarnowie, w dekanacie krakowsko-gorlickim archieparchii przemysko-warszawskiej. Nabożeństwa odprawiane są w kościele akademickim pod wezwaniem świętego Józefa.